# Triphénylchlorosilane
Le triphénylchlorosilane, ou chlorotriphénylsilane, est un composé organosilicié de formule chimique (C6H5)3SiCl. Il se présente comme un solide jaunâtre à cristaux incolores qui fument légèrement à l'air libre et solubles dans l'éther de pétrole, l'éther diéthylique, le benzène et le chloroforme. Il se décompose dans l'eau, et libère, sous l'effet de la chaleur, du chlorure d'hydrogène HCl et du dioxyde de silicium SiO2. Il a été préparé pour la première fois en 1886 en faisant réagir du tétraphénylsilane (C6H5)4Si avec du pentachlorure de phosphore PCl5. En fonction du rapport entre ces deux réactifs, il se forme des proportions variables de diphényldichlorosilane et de triphénylchlorosilane (C6H5)3SiCl :
(C6H5)4Si + PCl5 ⟶ (C6H5)3SiCl + C6H5Cl + PCl3 ;
(C6H5)4Si + 2 PCl5 ⟶ (C6H5)2SiCl2 + 2 C6H5Cl + 2 PCl3.
Il peut également être produit en faisant réagir du tétrachlorure de silicium SiCl4 avec un réactif de Grignard comme le chlorure de phénylmagnésium C6H5MgCl :
3 C6H5MgCl + SiCl4 ⟶ (C6H5)3SiCl + 3 MgCl2.